# هابي ماديسون بروداكشن
هابي ماديسون بروداكشن (بالإنجليزية: Happy Madison Productions)‏ هو استوديو أمريكي يقوم بإنتاج الأفلام، تأسس عام 1999 ويقع مقره في كولفير سيتي، لوس أنجليس، كاليفورنيا. تم تأسيسه بواسطة آدم ساندلر.

## افلام الشركة
- كليك (فيلم)
- ذي هاوس باني
- أشخاص ظرفاء (فيلم)
- البالغون (فيلم 2010)
- جست جو وذ إت (فيلم)
- جاك وجيل (فيلم)
- البالغون 2 (فيلم 2013)

## وصلات خارجية
- هابي ماديسون بروداكشن على موقع IMDb (الإنجليزية)

- الموقع الإلكتروني